# Tour du Sénégal 2017
Le Tour du Sénégal 2017 est la 16e édition de cette course cycliste par étapes. Il se déroule du 22 au 29 avril 2017.
Il est remporté par l'Algérien Islam Mansouri .

## Étapes
| Étape     | Date          | Villes étapes             | Distance (km) | Vainqueur d’étape | Leader du classement général |
| --------- | ------------- | ------------------------- | ------------- | ----------------- | ---------------------------- |
| 1re étape | sam. 22 avril | Dakar - Thiès             | 144           | Lucas Carstensen  | Lucas Carstensen             |
| 2e étape  | dim. 23 avril | Thiès – Saint-Louis       | 182,5         | Islam Mansouri    | Mohamed Bouzidi              |
| 3e étape  | lun. 24 avril | Saint-Louis – Pire Gourey |               | Matthias Legley   | Mohamed Bouzidi              |
| 4e étape  | mar. 25 avril | Thiès                     | 88            | Vincent Graczyk   | Mohamed Bouzidi              |
| 5e étape  | mer. 26 avril | Thiénaba – Kaolack        | 134           | Julian Hellmann   | Mohamed Bouzidi              |
| 6e étape  | jeu. 27 avril | Kaolack – Joal            | 142,5         | Lucas Carstensen  | Mohamed Bouzidi              |
| 7e étape  | ven. 28 avril | Somone – Ngaparou         |               | Matthias Legley   | Islam Mansouri               |
| 8e étape  | sam. 29 avril | Dakar                     | 91            | Lucas Carstensen  | Islam Mansouri               |

## Classements

### Classement général final
| Classement général | Classement général | Classement général | Classement général | Classement général  |
|                    | Coureur            | Pays               | Équipe             | Temps               |
| ------------------ | ------------------ | ------------------ | ------------------ | ------------------- |
| 1er                | Islam Mansouri     | Algérie            | Vélo club Sovac    | en 25 h 37 min 27 s |
| 2e                 | Médéric Clain      | France             | Club de la Défense | + 0 min 49 s        |
| 3e                 | Lucas Carstensen   | Allemagne          | Embrace the World  | + 1 min 39 s        |
| 4e                 | Ali Nouisri        | Tunisie            | Naturablue         | + 1 min 54 s        |
| 5e                 | Julian Hellmann    | Allemagne          | Embrace the World  | + 2 min 43 s        |
| 6e                 | Mohamed Bouzidi    | Algérie            | Vélo club Sovac    | + 4 min 15 s        |
| 7e                 | Florian Smits      | Pays-Bas           |                    | + 7 min 49 s        |
| 8e                 | Vincent Graczyk    | France             |                    | + 8 min 6 s         |
| 9e                 | Loïc Chopier       | France             |                    | + 8 min 14 s        |
| 10e                | Bécaye Traoré      | Sénégal            |                    | + 9 min 57 s        |
| modifier           |                    |                    |                    |                     |

### Classements annexes finals

#### Classement par points
| Classement par point | Classement par point | Classement par point | Classement par point | Classement par point |
| -------------------- | -------------------- | -------------------- | -------------------- | -------------------- |
|                      | Coureur              | Pays                 | Équipe               | Point(s)             |
| 1er                  | Lucas Carstensen     | Allemagne            | Embrace the World    | 209 points           |
| 2e                   | Médéric Clain        | France               | Club de la Défense   | 150 pts              |
| 3e                   | Mohamed Bouzidi      | Algérie              | Vélo club Sovac      | 141 pts              |
| 4e                   | Julian Hellmann      | Allemagne            | Embrace the World    | 137 pts              |
| 5e                   | Matthias Legley      | Belgique             | Naturablue           | 135 pts              |
| 6e                   | Dimitri Ilongo       | France               |                      | 131 pts              |
| 7e                   | Ali Nouisri          | Tunisie              | Naturablue           | 123 pts              |
| 8e                   | Islam Mansouri       | Algérie              | Vélo club Sovac      | 114 pts              |
| 9e                   | Loïc Chopier         | France               |                      | 106 pts              |
| 10e                  | Maher Hasnaoui       | Tunisie              |                      | 97 pts               |
| modifier             |                      |                      |                      |                      |

#### Classement du meilleur jeune
| Classement général du meilleur jeune | Classement général du meilleur jeune | Classement général du meilleur jeune | Classement général du meilleur jeune | Classement général du meilleur jeune |
|                                      | Coureur                              | Pays                                 | Équipe                               | Temps                                |
| ------------------------------------ | ------------------------------------ | ------------------------------------ | ------------------------------------ | ------------------------------------ |
| 1er                                  | Islam Mansouri                       | Algérie                              | Vélo club Sovac                      | en 25 h 37 min 27 s                  |
| 2e                                   | Lucas Carstensen                     | Allemagne                            | Embrace the World                    | + 1 min 39 s                         |
| 3e                                   | Ali Nouisri                          | Tunisie                              | Naturablue                           | + 1 min 54 s                         |
| 4e                                   | Mohamed Bouzidi                      | Algérie                              | Vélo club Sovac                      | + 4 min 15 s                         |
| 5e                                   | Loïc Chopier                         | France                               |                                      | + 8 min 14 s                         |
| 6e                                   | Brendan Cole                         | Australie                            |                                      | + 12 min 43 s                        |
| 7e                                   | Bart Buijk                           | Pays-Bas                             |                                      | + 14 min 15 s                        |
| 8e                                   | Gabriel Ossyra                       | Allemagne                            |                                      | + 15 min 2 s                         |
| 9e                                   | Oussama Mansouri                     | Algérie                              | Vélo club Sovac                      | + 15 min 42 s                        |
| 10e                                  | Mohamed Amine Belabessi              | Algérie                              | Vélo club Sovac                      | + 20 min 31 s                        |
| modifier                             |                                      |                                      |                                      |                                      |

#### Classement par équipes
| Classement par équipes | Classement par équipes       | Classement par équipes           | Classement par équipes |
|                        | Équipe                       | Pays                             | Temps                  |
| ---------------------- | ---------------------------- | -------------------------------- | ---------------------- |
| 1re                    | Royal Velo Club Ottignie     | Belgique                         | en 76 h 57 min 55 s    |
| 2e                     | Vélo club Sovac              | Algérie                          | + 12 min 43 s          |
| 3e                     | Embrace The World            | Allemagne                        | + 15 min 33 s          |
| 4e                     | Vélo Sport chartrain         | France                           | + 20 min 19 s          |
| 5e                     | Club de la Défense           | France                           | + 29 min 56 s          |
| 6e                     | Global Cycling Team          | Pays-Bas                         | + 50 min 42 s          |
| 7e                     | Velo Schils-interbike RT     | Royaume-Uni                      | + 1 h 25 min 1 s       |
| 8e                     | Equipe nationale de RD Congo | République démocratique du Congo | + 3 h 32 min 59 s      |
| 9e                     | Equipe nationale du Mali     | Mali                             | + 3 h 34 min 23 s      |
| modifier               |                              |                                  |                        |